# Sven-Olov Sjödelius
Sven-Olov Sjödelius, född 13 juni 1933 i Svärta socken, död 29 mars 2018, var en svensk kanotist. 
Han blev olympisk guldmedaljör i Rom 1960 och Tokyo 1964. Sjödelius tog också VM-silver i Köpenhamn 1950, VM-brons i Prag 1958 och VM/EM-silver i Jajce 1963.
Sjödelius är Stor grabb nummer 46 på Svenska Kanotförbundets lista över mottagare för utmärkelsen Stor kanotist.
Sjödelius fick i Rom-OS paddla tillsammans med legendaren Gert Fredriksson i K-2 1 000 meter. Nyköpingsparet hade bara samtränat någon månad, men visade ändå fin samspelthet på kratersjön Lago di Albano. Efter en trög finalinledning accelererade svenskarna. Det kom att bli en intensiv spurtstrid med ungrarna Szente/Mészáros om guldet. Den vann Sjödelius/Fredriksson med någon decimeter, 18/100-delar.
Den blågula taktiken fyra år senare i K-2 1 000 meter var densamma. Nu hade Sjödelius sällskap av Gunnar Utterberg. En kontrollerad start följdes av en oemotståndlig finish. Den här gången var den svenska kanoten i täten redan 50 meter från mål och höll undan för resten av fältet, där Nederländernas Geurts/Hoekstra blev silvermedaljörer. Det var sex tiondelar till tvåan, en något större marginal jämfört med Rom.
Övriga storinternationella medaljer för Sven-Olov Sjödelius blev, VM/EM-silver i K-1 10 000 meter 1963 och VM-brons i K-1 4 x 500 meter 1958. Systersonen Anders Andersson var också svensk elitman i kanot, med OS-start både 1976 och 1980.

## Uppväxt
Sven-Olov Sjödelius föddes i Bryngelstorp i Nyköping. Han delade sin födelsedag med Nyköpings kanotklubb.  Familjen bodde då på Östtorp nära Missionkyrkans sommarhem.

## Efter karriären
Sjödelius var ordförande i Nyköpings kanotklubb mellan åren 1966 och 1974.

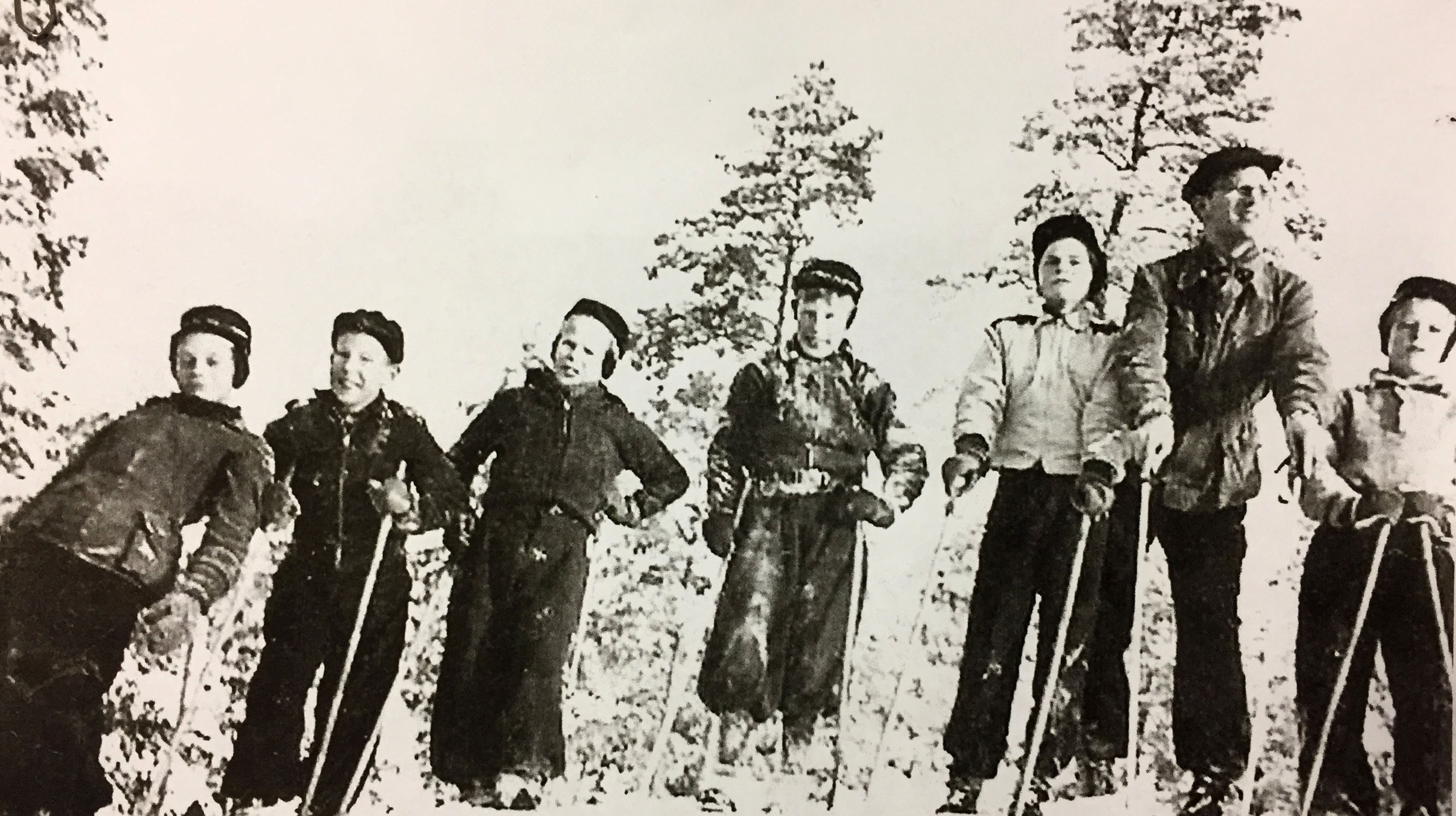
Sven-Olof (längst till höger) på skidutflykt till Ålbergabacken med Missionskyrkars “Våra Pojkar” 1943. Från vänster: Anders Palmgren, Lennart Axborn, Bo Andersson/Sundberg, Lars Einar, Stig Sjödelius (Sven-Olovs bror), Pelle Nilsson, Sven-Olov Sjödelius.